# José Raúl Baena Urdiales
José Raúl Baena Urdiales (Torrox, Màlaga, 2 de març de 1989) és un futbolista professional andalús que juga com a migcampista al CE Sabadell FC.

## Trajectòria
Format a les categories inferiors del Màlaga CF va fitxar pel cadet del FC Barcelona i posteriorment va passar al juvenil del RCD Espanyol i al filial fins que va debutar amb el primer equip la temporada 2008-2009.
El juliol de 2013 va fitxar pel Rayo Vallecano de Madrid, amb un contracte per dues temporades.

## Palmarès
| Títol          | Club         | País      | Any  |
| -------------- | ------------ | --------- | ---- |
| Copa Catalunya | RCD Espanyol | Catalunya | 2010 |
| Copa Catalunya | RCD Espanyol | Catalunya | 2011 |